# Niban-nisi Iwa
Niban-nisi Iwa (von japanisch 二番西岩 ‚Westlicher Nummer-Zwei-Felsen‘) ist eine Landspitze an der Kronprinz-Olav-Küste des ostantarktischen Königin-Maud-Lands. Sie liegt auf der Südseite des Niban Rock.
Japanische Wissenschaftler kartierten sie anhand von Vermessungen und Luftaufnahmen, die zwischen 1957 und 1962 entstanden. Sie benannten sie 1981 in Anlehnung an die Benennung des Niban Rock.